# Trust (Megadeth)
Trust è un singolo del gruppo musicale statunitense Megadeth, pubblicato nel 1997 ed estratto dall'album Cryptic Writings.

## Tracce
1. Trust – 5:13
2. A Secret Place – 5:31
3. Tornado of Souls (live) – 5:55
4. À tout le monde (live) – 4:52